# Jacqueline Schalley
Jacqueline Schalley ou Jacqueline Schally, née à Rouen le 31 octobre 1908 et morte à Piney le 1er décembre 1991, est une danseuse française élue « plus belle femme de France » en 1926.

## Biographie
Jacqueline Schalley naît à Rouen. Elle habite à Paris à partir de 1919 et est danseuse aux Folies Bergère. En août 1926, à l'hôtel Continental, elle est élue « plus belle femme de France » par un jury composé de vedettes de théâtre et de l'écran au cours d'une fête de nuit organisée pour le relèvement du franc. Sa principale concurrente est Mireille Soubiran,. Elle participe au concours pour la désignation de la plus belle femme du monde organisé aux États-Unis. En 1927 elle embarque pour l'Amérique pour répondre à un contrat cinématographique, mais elle se voit refuser l'autorisation de débarquer à New York car elle a moins de dix-huit ans et qu'elle n'est pas accompagnée. Elle est détenue temporairement à Ellis Island, jusqu'à ce que des témoins puissent prouver qu'elle n'a pas l'intention de rester définitivement dans le pays,.
Jacqueline Schally meurt à Piney le 1er décembre 1991, à l'âge de 83 ans.